# Apanteles bauhiniae
Apanteles bauhiniae är en stekelart som beskrevs av Jean Risbec 1951. Apanteles bauhiniae ingår i släktet Apanteles och familjen bracksteklar. Inga underarter finns listade i Catalogue of Life.